# Kościół Niepokalanego Poczęcia Najświętszej Maryi Panny w Pogromonciach
Kościół Niepokalanego Poczęcia Najświętszej Maryi Panny w Pogromonciach – kościół w Pogromonciach (Litwa).
Zbudowany w 1774 z fundacji biskupa Jana Dominika Łopacińskiego, właściciela miejscowych dóbr.
Kościół drewniany, na planie krzyża, z szerokim transeptem. Budynek nakryty wysokim dachem, na którym znajdują się dwie niewielkie wieżyczki (jedna w przedniej części dachu, druga nad skrzyżowaniem nawy i transeptu).  Wewnątrz znajduje się barokowy ołtarz pochodzący z czasów budowy kościoła.
Obok kościoła znajduje się wolnostojąca, drewniana dzwonnica, zbudowana w 1821.